# Don Ewell

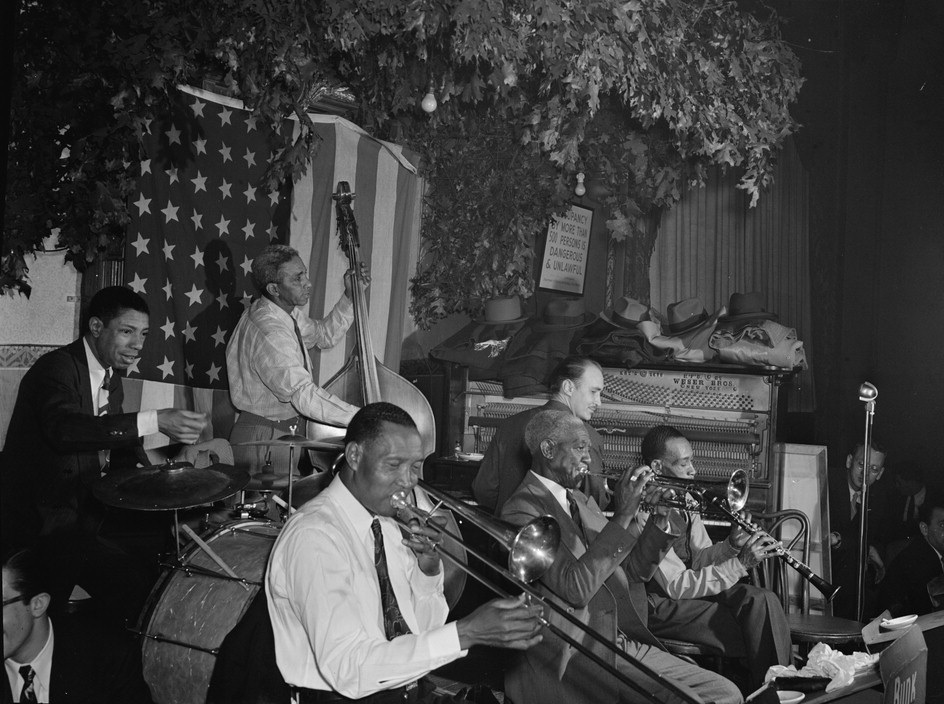
(Von links:) Kaiser Marshall (Schlagzeug), Alcide Pavageau (Bass), Jim Robinson (Posaune), Bunk Johnson (Trompete), Don Ewell (Piano) und George Lewis (Klarinette) im Stuyvesant Casino, New York, ca. Juni 1946.
Fotografie von William P. Gottlieb.

Don Ewell (* 14. November 1916 in Baltimore, Maryland; † 9. August 1983 in Fort Lauderdale, Florida) war ein US-amerikanischer Stride Pianist und Bandleader des Dixieland Jazz.
Don Ewell wurde auf dem Peabody-Konservatorium ausgebildet. Er begann seine Karriere Mitte der 1930er Jahre in der Gegend um Baltimore und führte die Tradition des New Orleans Jazz von Jelly Roll Morton weiter. Nach dem Zweiten Weltkrieg arbeitete er mit Sidney Bechet, Doc Evans, Kid Ory, George Lewis, George Brunis, Muggsy Spanier und Bunk Johnson.
Von 1956 bis 1962 war Ewell ein führendes Mitglied der Band von Jack Teagarden. Nach Teagardens Tod unternahm Ewell einige Tourneen durch Europa und hatte eine Band mit Darnell Howard, Minor Hall und Pops Foster. Er zog dann nach New Orleans und spielte dort in Clubs und Hotels.

## Diskographische Hinweise
Alben unter eigenem Namen
- Don Ewell (Windin' Ball Recordings 101, 1952)
- Music to Listen to Don Ewell By (Goog Time Jazz, 1956)
- Man Here Plays Fine Piano (Good Time Jazz, 1957)
- Free 'N' Easy (Good Time Jazz, 1957) mit Darnell Howard
- Chicago '57 (Stomp Off S.O.S. 1077, 1957)
- Yellow Dog Blues and Other Favorites (Audiophile APS 5966, AP 66, 1959)
- Don Ewell in New Orleans (GHB 30, 1965)
- Lewis-Ewell Big 4 (GHB 68, 1966) mit George Lewis
- Live at the 100 Club (Solo Art, 1971) solo
- Denver Concert (Pumkin 120, 1966)
- A Jazz Portrait of The Artist (Chiaroscuro CR 106, 1970)
- Don Ewell live at the 100 Club (recorded 1971, Solo Art SACD-89, 1992)
- Don Ewell Quintet (Jazzology J69, 1971)
- Don Ewell & Bob Green (Jazzology JCE-84, 1970)
- Take it in Stride (Chiaroscuro CR 127, 1973)
- Don Ewell (Chiaroscuro CR 130, 1973)
- Memories of You (recorded 1975, Audiophile ACD-143 1993) mit Claire Austin
- Don Ewell in Japan 1975 with Yoshio Toyama (Jazzology JCD-179, 1889)
- Don Ewell's Hot Four (Biograph Records, 1976)

Aufnahmen als Sideman
- Claire Austin: Claire Austin Sings the Blues with Kid Ory (Good Time Jazz L-24, 1954)
- Willie The Lion Smith: Grand Piano (77 Records)
- Jack Teagarden: Mis'ry And The Blues (Verve)
- Bunk Johnson: Bunk Johnson with the Yerba Buena Jazz Band 1944 and with Doc Evans & His Band (Document); Bunk Johnson Plays Popular Songs (American Music)
- Olive Brown: Olive Brown sings! (GHBS 86, 1972)
- Eddy Harris: Eddy Harris and the Hot Jazz Orchestra (Jazzology J88, 1976)
- Barbara Dane: Trouble In Mind (San Francisco, 1957)
- Doc Evans: Jazz Ltd. Volume 1 (Delmark); Doc Evans Dixieland Band (Atlantic)
- Herb Hall: Herb Hall in New Orleans with Don Ewell & Jeanette Kimball (recorded 1980, Jazzology JCD-256, 1995)

## Lexigraphische Einträge
- Ian Carr, Digby Fairweather, Brian Priestley: Rough Guide Jazz. Der ultimative Führer zum Jazz. 1800 Bands und Künstler von den Anfängen bis heute. 2., erweiterte und aktualisierte Auflage. Metzler, Stuttgart/Weimar 2004, ISBN 3-476-01892-X.
- John Collinson, Eugene Kramer: The Jazz Legacy of Don Ewell, Storyville Publications and Co. LTD., Chigwell, Essex 1991, ISBN 0-902391-13-5.